# Eurysternus nanus
Eurysternus nanus là một loài bọ cánh cứng trong họ Bọ hung (Scarabaeidae).